# Schiltron
Un schiltron est une formation dense de piquiers, en ligne ou en cercle. Cette tactique a été utilisée à l'occasion de la  bataille de Legnano par les piquiers lombards contre les cavaliers du Saint-Empire romain germanique ce qui permet aux Lombards de vaincre. Cette tactique est réutilisée plus tard par William Wallace à la bataille du pont de Stirling en 1297, où l'armée écossaise brise les charges de cavalerie grâce à des unités de piquiers alignés sur trois rangs.
Le premier rang met un genou à terre et forme un mur de piques qui se dresse devant la cavalerie. Les piques utilisées sont garnies d'une pointe de fer et mesurent, selon les sources, de quatre à cinq mètres. Cette tactique peut être défensive et les piquiers essayent d'utiliser au mieux le terrain (utilisation d'obstacles naturels comme des marais, broussailles ou artificiels : pièges, fossés ou chausse-trapes appelés calthops plantés dans le sol).
Mais elle peut être offensive à l'instar des phalanges grecques : les piquiers chargent alors de manière très compacte, collés les uns aux autres ce qui confère à l'ensemble une masse globale énorme et donc une grande énergie cinétique qui renverse les rangs de fantassins ennemis. C'est Robert Bruce à la bataille de Bannockburn, qui inaugure cette utilisation.

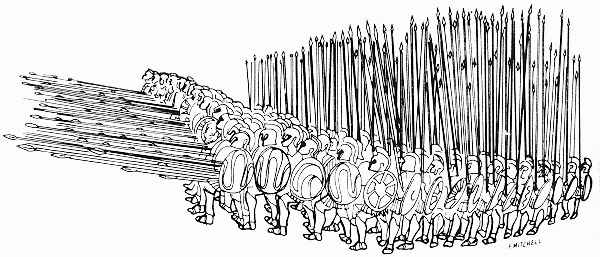
Phalange macédonienne

Il ne semble pas que William Wallace qui maîtrisait le latin en ait eu l'idée en lisant les auteurs antiques (cette tactique était utilisée par les phalanges macédoniennes d'Alexandre le Grand et les monastères écossais et irlandais regorgeaient de copies des auteurs grecs et latins depuis le VIe siècle). En revanche, il est certain que les Gallois utilisaient des piquiers de longue date. Le terrain accidenté du pays de Galles se prête mal à la tactique féodale de charges massives de cavalerie lourde. Aussi les Gallois sont-ils un des rares peuples d’Europe à avoir conservé au Moyen Âge les tactiques de combat rangé apprises des Romains. Leur armée est très largement constituée de fantassins recrutés parmi la population (en cas de guerre, tout homme de plus de quatorze ans et laïc peut être convoqué une fois par an pour une période de six semaines), auxquels s’ajoute une petite cavalerie comprenant le roi et sa garde.
La tactique du schiltron fut réutilisée avec succès par Robert Bruce qui imposa l'indépendance de l'Écosse après son écrasante victoire à la bataille de Bannockburn en 1314.

## Usage hors d'Écosse
Durant la bataille de Legnano entre le Saint-Empire romain germanique et la Ligue Lombarde en 1176, les fantassins lombards forment un schiltron pour défendre le carroccio, un chariot hautement symbolique depuis lequel les officiers commandent leurs troupes, et sur lequel se trouve une croix d'Aribert d'Intimiano. La tactique réussit et la bataille se solde par une victoire des Lombards.
Cette tactique fut aussi utilisée quatre ans après la bataille du pont de Stirling par les Flamands qui infligèrent en 1302 aux chevaliers français une cuisante défaite à la bataille des éperons d'or, à Courtrai. 
Un siècle et demi plus tard, les piquiers suisses mirent au point la technique dite du « carré de piques » qui fit de ces formations disciplinées une force dominante des champs de bataille européens de 1477 (bataille de Nancy) et des guerres d'Italie, jusqu'à la formation des troupes mêlant arquebusiers et piquiers pour les protéger des charges de cavalerie, le tercio.